# 피터 갤리슨
피터 루이스 갤리슨(Peter Louis Galison, 1955년 5월 17일 뉴욕 ~)은 미국의 역사가이자 과학 철학자이다. 그는 하버드 대학의 과학 및 물리학 역사를 가르치는 조셉 펠레그리노 대학 교수(Joseph Pellegrino University Professor)이다.
1983년 하버드 대학교에서 물리학과 과학사를 전공했다. 저서로는 《상과 논리》(Image and Logic: A Material Culture of Microphysics) 《아인슈타인의 시계, 푸앵카레의 지도》(Einstein's Clocks, Poincaré's Maps: Empires of Time)가 있다. 2007년 로레인 대스턴과 공동으로 《객관성》(Objectivity)을 집필했다.
하버드로 옮기기 전 갤리슨은 스탠포드 대학교에서 역사, 철학, 물리학 교수로 수 년 간 가르쳤다. 그는 이언 해킹, 존 뒤프레 및 낸시 카트라이트 등과 함께 소위 "스탠포드 과학철학 학파"로 불리기도 한다.
갤리슨은 수소폭탄 개발에 관한 히스토리 채널의 영상물에 참여했으며, 예술 등 과학과 접점이 있는 다른 분야에 대해 그의 아내인 캐롤라인 A. 존스와 함께 작업했다. 갤리슨은 이론 비평 학술지 《크리티컬 인쿼리》(Critical Inquiry)의 편집위원이며, 1996년 맥아더 펠로우 프로그램을 수상했다.
갤리슨은 《상과 논리》에서 물리학에서 발생하는 근본적인 균열을 탐구했다. 즉, 과학적 현상에 대한 단일한 시각적 설명이 증거의 지배적인 언어로 받아들여질지, 또는 통계적으로 유의미하고 자주 반복되는 결과가 해당 분야를 지배할지 여부이다. 이러한 구분이 새로운 입자를 연구하는 고에너지 물리학자들 사이의 갈등에서 볼 수 있다고 주장한다. 이들 중 일부는 전기장을 통과하는 새로운 입자에 대해 통계적으로 중요하고 자주 반복되는 분석을 제공하고, 다른 일부는 단일 그림을 제공한다. 기존의 알려진 입자의 특성으로 설명할 수 없는 방식으로 입자가 단일 사례에서 행동한다. 이러한 이미지/논리적 구분은 고고학과 같은 다른 학문의 발전을 탐구하기 위해 적용되었다.
로레인 대스턴과의 작업은 학술 문헌에서 자주 사용되는 기계적 객관성 개념을 개발했으며 무역 지역 의 인류학적 개념을 과학적 실천에 적용하는 데 선구적인 작업을 수행했다.

## 저서
- How experiments end (1987)
- Big science: the growth of large-scale research (1992, 브루스 헤블리 공저)
- The disunity of science: boundaries (1996, 데이비드 J. 스텀프 공저)
- Image and logic: a material culture of microphysics (1997)
  - 《상과 논리 1》. 번역 이재일; 차동우. 한길사. 2021. ISBN 9788935663613.
  - 《상과 논리 2》. 번역 이재일; 차동우. 한길사. 2021. ISBN 9788935663620.
- Einstein's clocks and Poincaré's maps: empires of time (2003)
  - 《아인슈타인의 시계, 푸앵카레의 지도》. 번역 김재영; 이희은. 동아시아. 2017. ISBN 9788962621877.
- Objectivity (2007, 로레인 대스턴 공저)

## 참고 문헌
1. ↑  Marwick, Ben (2019년 10월 15일). “Galisonian logic devices and data availability: revitalising Upper Palaeolithic cultural taxonomies”. 《Antiquity》 93 (371): 1365–1367. doi:10.15184/aqy.2019.131.
2. ↑  Schmidt, Sophie C.; Marwick, Ben (2020년 1월 28일). “Tool-Driven Revolutions in Archaeological Science”. 《Journal of Computer Applications in Archaeology》 3 (1): 18–32. doi:10.5334/jcaa.29.